# 오르페우스

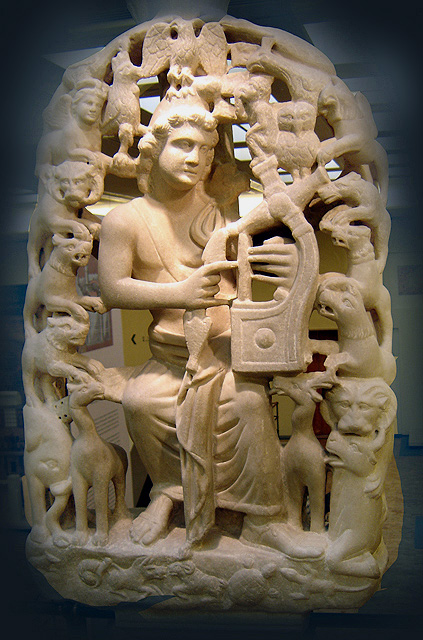
짐승들에 둘러싸여 있는 오르페우스

오르페우스(그리스어: Ὀρφεύς, 영어: Orpheus)는 그리스 신화에 나오는 트라키아의 시인이자 전설적인 음악가, 예언자이다. 전설적인 리라를 다룰 줄 알았다. 호메로스와 헤시오도스의 이야기에서 오르페우스라는 이름은 언급되지 않는다. 그러나 이비코스나 핀다로스는 오르페우스를 "음악의 아버지"라고 이야기한다. 그가 직접 썼다고 전하는 몇몇 글은 기원전 8세기 이후 오르페우스 비교의식으로 발전하였다.

## 유년시절
오르페우스는 트라키아의 왕 오이아그루스와 서사시의 뮤즈 칼리오페의 아들이다. 일설에 의하면 그의 아버지는 인간 오이아그루스가 아니라 음악을 관장한 신 아폴론이었다고도 한다. 또 오르페우스의 아버지는 트라키아의 왕이었다고도 하며 그레이 부스는 오이아그루스를 트라키아 왕이라 말한다. 하프의 기술은 아폴론에게 전수되었다고도 말한다. 그 기술은 매우 오묘해 그가 하프를 연주하면 숲의 동물들 뿐만이 아니라 나무들이나 바위까지도 그의 주위에 모여 귀를 기울였다고 말해진다.

## 아르고호
오르페우스는 이아손이 이끈 아르고호 원정에 참가하여 하프를 타서 폭풍을 잠재우고, 안테모에사 섬에서 마녀 세이렌들의 요사스런 노래를 하프 연주로 물리침으로써 수많은 사람들이 죽어가던 곳의 위험을 피했다. 이 때 단 한 명 테레온의 아들 브테이스만이 유혹에 져 생명의 위기에 빠졌지만 아프로디테가 그를 빼앗아 리류바이온에 살게 했다.

생활

## 에우리디케
오르페우스는 님프 에우리디케와 사랑에 빠져 결혼했다. 결혼한 지 얼마 되지 않아 에우리디케는 산책을 나갔다가 자신에게 추근대는 양치기 아리스타이오스를 급히 피해 도망치다 뱀에게 물려 죽었다. 오르페우스가 그녀를 애도하는 곡을 하자 슬퍼하지 않는 이가 없었다. 마침내 오르페우스는 아내를 이승으로 다시 데려오겠다고 결심하고 저승으로 내려갔다.
오르페우스는 노래와 연주로 스틱스 강의 사공 카론과, 저승의 문을 지키는 수문장 케르베로스를 음악으로 울려서 복종시키고 저승의 신인 명계(冥界)의 왕 하데스와 그의 아내인 명계의 여왕 페르세포네에게 아내를 돌려줄 것을 애원했다. 오르페우스의 연주를 듣고 하데스와 페르세포네는 물론 복수의 여신 네메시스까지 눈물을 흘렸다. 페르세포네는 에우리디케가 그의 뒤를 따라갈 것이라고 약속하면서 그 대신 이승으로 나가기 전까지 절대로 뒤를 돌아보지 말라고 일렀다. 뒤를 돌아봐서는 안된다는 조건은 하데스가 달았다고도 한다.
오르페우스는 약속을 지켜 지상으로 나가는 출구까지 뒤를 돌아보지 않고 올라갔다. 그러나 출구 바로 앞에서 오르페우스는 약속을 잊고 에우리디케가 잘 따라왔는지 뒤를 잠깐 돌아보았다. 에우리디케는 다시 저승으로 빨려들어갔다. 두 번째로 아내를 잃은 오르페우스는 7일 동안 식음을 전폐하고 비탄에 젖었다.

## 죽음
지상에 나온 오르페우스는 여성과 접촉을 일체 멀리하고 대신 소년하고만 관계 맺으며 오르페우스교를 전파하기 시작했다. 디오니소스가 트라키아에 방문했을 때 오르페우스는 새로운 신을 존경하지 않고 단지 헬리오스(오르페우스는 이 신을 아폴론이라고 불렀다)가 가장 위대한 신이라고 말했다. 이에 화난 디오니소스는 마케도니아의 데이온에서 마이나스(광란하는 여자)들에게 오르페우스를 덮치게 해 마이나스들은 오르페우스를 여덟 조각으로 찢어 죽였다. 또는 마이나스들이 분노한 이유는 오르페우스가 여성을 거부했기 때문이라고도 한다. 중세와 근대 유럽에서 일부 철학자들은 오르페우스가 여성들의 구애를 거부한 점을 들어, 오르페우스의 죽음을 동성애자에게 떨어진 천벌의 예로 들었다.
마이나스들은 오르페우스의 목을 헤브로스 강에 던졌다. 그러나 목은 노래를 부르면서 강을 흘러 바다에 나가 레스보스 섬 해안에 당도했다.. 주민들은 예를 갖추어 오르페우스의 머리를 묻었고 그 후 레스보스 섬은 오르페우스의 가호에 의해서 많은 문인을 배출하게 되었다. 또 뮤즈들은 그의 리라를 하늘에 안치했다. 이것이 거문고자리이다.
레스보스에 오르페우스의 신탁소가 세워졌는데, 오르페우스의 머리 유골이 예언하는 신탁이 델포이의 아폴론 신탁 예언보다도 더 영험하다는 소문이 나자 아폴론이 오르페우스의 신탁을 중지하라 명했다는 전설도 있다.

## 같이 보기
- 거문고자리-그리스 신화에는 오르페우스의 리라를 뮤즈들이 별자리로 만들었다는 에피소드가 있다.
- 오르페우스교
- 디오니소스
- 이자나기-오르페우스와 같이 죽은 아내를 쫓아 황천까지 뒤쫓는 에피소드가 있다.
- 길가메시 서사시-길가메시가 불로불사의 비밀을 요구해 죽음의 해를 건너 불로불사의 현인 「우트나피슈팀」을 만나러 가는 에피소드가 있다.
- <Eurydice>-스코틀랜드 출생의 영국 계관시인 캐롤 앤 더피가 에우리디케의 시점에서 이야기를 재구성하여 쓴 시가 있다. 이 시에서 에우리디케는 죽음이 자신을 오르페우스로부터 해방시켜주었다고 말한다.